# Stolní tenis na letních olympijských hrách
Stolní tenis je na letních olympijských hrách od roku 1988, nejvíce medailí zde získala Čína.

## Přehled
| Kategorie       | 1988 | 1992 | 1996 | 2000 | 2004 | 2008 | 2012 | 2016 | 2020 |
| --------------- | ---- | ---- | ---- | ---- | ---- | ---- | ---- | ---- | ---- |
| Mužská dvouhra  | •    | •    | •    | •    | •    | •    | •    | •    | •    |
| Mužská čtyřhra  | •    | •    | •    | •    | •    |      |      |      |      |
| Mužská družstva |      |      |      |      |      | •    | •    | •    | •    |
| Ženská dvouhra  | •    | •    | •    | •    | •    | •    | •    | •    | •    |
| Ženská čtyřhra  | •    | •    | •    | •    | •    |      |      |      |      |
| Ženská družstva |      |      |      |      |      | •    | •    | •    | •    |
|                 |      |      |      |      |      |      |      |      |      |
| Celkem          | 4    | 4    | 4    | 4    | 4    | 4    | 4    | 4    | 4    |

## Tabulka medailí
| Pořadí | Stát                | Zlatá olympijská medaile | Stříbrná olympijská medaile | Bronzová olympijská medaile | Celkem |
| ------ | ------------------- | ------------------------ | --------------------------- | --------------------------- | ------ |
| 1      | Čína (CHN)          | 24                       | 15                          | 8                           | 47     |
| 2      | Jižní Korea (KOR)   | 3                        | 3                           | 12                          | 18     |
| 3      | Švédsko (SWE)       | 1                        | 1                           | 1                           | 3      |
| 4      | Německo (GER)       | 0                        | 2                           | 3                           | 5      |
| 5      | Severní Korea (PRK) | 0                        | 1                           | 2                           | 3      |
| 5      | Singapur (SIN)      | 0                        | 1                           | 2                           | 3      |
| 7      | Tchaj-wan (TPE)     | 0                        | 1                           | 1                           | 2      |
| 7      | Francie (FRA)       | 0                        | 1                           | 1                           | 2      |
| 7      | Jugoslávie (YUG)    | 0                        | 1                           | 1                           | 2      |
| 10     | Hongkong (HKG)      | 0                        | 1                           | 0                           | 1      |
| 10     | Japonsko (JPN)      | 0                        | 1                           | 0                           | 1      |
| 12     | Dánsko (DEN)        | 0                        | 0                           | 1                           | 1      |
| Celkem | Celkem              | 28                       | 28                          | 32                          | 88     |